# Amastra rubens
Amastra rubens és una espècie de gastròpode eupulmonat terrestre de la família Amastridae endèmica de Hawaii.

## Subespècies
- Amastra rubens kahana[1]

## Distribució geogràfica
És un endemisme de l'illa d'Oahu (Hawaii).

## Estat de conservació
Les seues principals amenaces són la destrucció del seu hàbitat, el furtivisme i la predació per part d'espècies introduïdes (rates, Oxychilus i Euglandina rosea).

## Observacions
És molt similar a Amastra cylindrica i podria tractar-se de la mateixa espècie.